# Kapliczka w Unieszewie
Zabytkowa kapliczka przydrożna w Unieszewie (nr rej. 2889) – kapliczka przydrożna pochodząca z 1818 roku.
Kapliczka ma konstrukcję ceglaną, pokrytą tynkiem. Ustawiona jest na betonowym cokole. Na szczycie przykryta jest dwuspadzistym daszkiem. W niszy górnej znajduje się krucyfiks, a w niszy dolnej duży półkolisty krucyfiks.
Usytuowana jest w Unieszewie, przy posesji nr 6.
Kapliczka została wpisana do rejestru zabytków nieruchomych w 1997 roku.